# Irmãs do Amor de Deus
O instituto Irmãs do Amor de Deus é uma congregação religiosa feminina católica de direito pontifício, fundada em 1864 por Jerónimo Usera em Espanha. As religiosas desta congregação pospõem a seus nomes as siglas R.A.D.

## História
Jerónimo Mariano Usera e Alarcón, depois de ter estado como missionário em Cuba e Porto Rico decidiu dar início a uma obra que se dedicasse a educação da juventude. Fundou a congregação das Irmãs do Amor de Deus num colégio em Touro (Zamora, Espanha), a 27 de abril de 1864. No processo fundacional, para Usera foi importante o apoio de Maria Micaela do Santíssimo Sacramento, fundadora das Adoradoras do Santíssimo Sacramento.
O instituto recebeu a aprovação diocesana em 26 de abril de 1864 e a aprovação pontifícia em 14 de julho de 1947.
A congregação ampliou o carisma do ensino à atenção de hospitais e à assistência de doentes a domicílio. Inclusive trabalharam em assuntos domésticos de seminários e colégios católicos. Depois do Concilio Vaticano II com o ideal de renovar a congregação e regressar aos ideais originais retornaram quase que exclusivamente ao trabalho da educação.

## Atividades e presença
Na atualidade sua atividade centra-se no ensino. Têm colégios, creches, residências, etc. por todo mundo, ainda que sua maior presença se segue dando em Espanha. Entre os mais reconhecidos encontram-se os colégios Amor de Deus de Cádiz, Alcorcón, Oviedo, Málaga, Vigo, Teruel e Barcelona, onde contam com grandes terrenos para praticar o ensino e realizar educação física. A maioria deles dispõem de uma capela para orar. Um dos colégios maiores desta congregação, é o colégio Amor de Deus de Barcelona - Turó. Esta congregação tem recebido diversos prêmios e diplomas em honra a seu 'ensino de qualidade', e outros reconhecimentos da mesma índole. Em 2008, 2009, 2010 e 2011 a maioria de colégios desta congregação figuraram nas listas de melhores colégios privados de Cataluña, Madri e Castilla.
Em 2015, as religiosas eram umas 797, em 104 casas[1] presentes em Alemanha, Angola, Brasil, Bolívia, Cabo Verde, Chile, Cuba, Espanha, Estados Unidos, Filipinas, Guatemala, Itália, México, Moçambique, Peru, Portugal, Porto Rico e República Dominicana. A casa geral encontra-se em Madri e sua atual superiora geral é a religiosa Mª das Mercedes Martín Becerril.

## Membros ilustres
- Jerónimo Usera (1810-1891), venerável, fundador da congregação.
- María Rocío de Jesús Crucificado (1923-1956), venerável, declarada tal a 11 de fevereiro de 2014 pelo Papa Francisco.[5]